# ارنست پودر
ارنست پودر (استونیایی: Ernst Põdder; ۱۰ فوریه [سبک قدیمی: ۲۹ ژانویه] ۱۸۷۹ – ۲۴ ژوئن ۱۹۳۲)) فرمانده نظامی اهل استونی در جنگ استقلال استونی بود.
وی همچنین برندهٔ جوایزی همچون صلیب دلاوری (لهستان) و صلیب آزادی شده‌است.